# Öppna kristdemokrater
Öppna kristdemokrater är en kristdemokratisk politisk organisation för hbt+frågor. Organisationen bildades 2019 och är medlemmar i European Center-Right LGBT+ Alliance.

## Historik
Öppna kristdemokrater bildades under Kristdemokraterna riksting i Umeå 2019 med syfte att förbättra livsvillkoren för HBT+personer. Till ordförande för Öppna kristdemokrater valdes Magnus Kolsjö, tidigare vice ordförande i RFSL.

## Öppna kristdemokraters styrelse

### 2019–2023
Presidium
- Magnus Kolsjö, förbundsordförande.
- Rasmus Ericsson, första vice förbundsordförande.

Ledamöter
- Ewa-Lotta Mattiasson
- Maria Hansson, politisk talesperson.
- Sara Bystam

Ersättare
- Anne-Sophie Sriwong
- Nenna Zithrine
- Malte Andersson

### 2023
- Rasmus Ericsson, förbundsordförande.
- Magnus Kolsjö, första vice förbundsordförande
- Miriam Parkkinen, andra vice förbundsordförande.

Ledamöter
- Tom Olefors
- Nenne Zithrine
- Maria Nilsson

Ersättare
- Maria Hansson
- Chatrine Pålsson Ahlgren